# 弗克尔贝格
弗克尔贝尔格是德国莱茵兰-普法尔茨州的一个市镇。总面积3.97平方公里，总人口399人，其中男性197人，女性202人（2011年12月31日），人口密度101人/平方公里。